# Revenge of the Selfish Shellfish
Revenge of the Selfish Shellfish to wspólna płyta dwóch liderów zasłużonych dla brytyjskiej awangardy muzycznej grup: Tony'ego Wakeforda (Sol Invictus) i Steve'a Stapletona (Nurse With Wound). Płyta prezentuje zadziwiający miks stylów prezentowanych przez obie grupy: surrealistycznych eksperymentów Stapletona i neofolkowej wrażliwości Wakeforda – całość nie jest też pozbawiona poczucia humoru i nawiązań do własnych nagrań obu artystów.
Płyta wydana w 1992 roku  we własnej wytwórni Wakeforda: Tursa.

## Spis utworów
1. Falling from Heaven
2. Amoeba
3. Amphimixis
4. Revenge of the Selfish Shellfish
5. Walk the White Ghost
6. Lucifer Before Sunrise
7. Flower Dream Song
8. Our Lady of the Wild Flowers
9. The Frightened City
10. Melancholy of the Street